# Girimukti (Sumedang Utara)
Girimukti is een bestuurslaag in het regentschap Sumedang van de provincie West-Java, Indonesië. Girimukti telt 5881 inwoners (volkstelling 2010).